# Hydaticus abyssinicus
Hydaticus abyssinicus är en skalbaggsart som beskrevs av Régimbart 1905. Hydaticus abyssinicus ingår i släktet Hydaticus och familjen dykare. Inga underarter finns listade i Catalogue of Life.